# گرت گریفیتس (بازیکن فوتبال)
گرت گریفیتس (انگلیسی: Gareth Griffiths؛ زادهٔ ۱۰ آوریل ۱۹۷۰) بازیکن فوتبال اهل بریتانیا است.
از باشگاه‌هایی که در آن بازی کرده‌است می‌توان به باشگاه فوتبال روچدیل، باشگاه فوتبال ویگان اتلتیک، باشگاه فوتبال نورتویچ ویکتوریا، باشگاه فوتبال پورت ویل، و باشگاه فوتبال شروزبری تاون اشاره کرد.